# Веленце

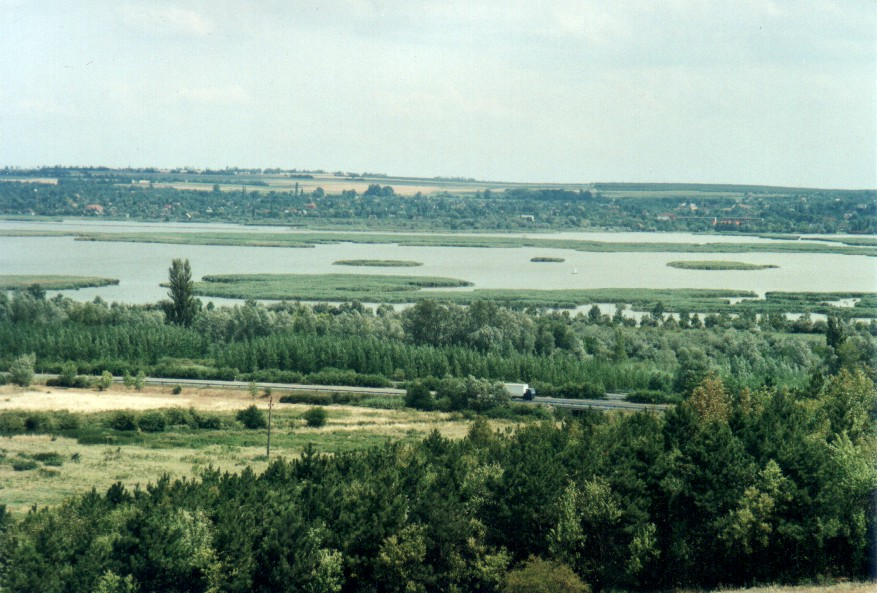
озеро Веленце

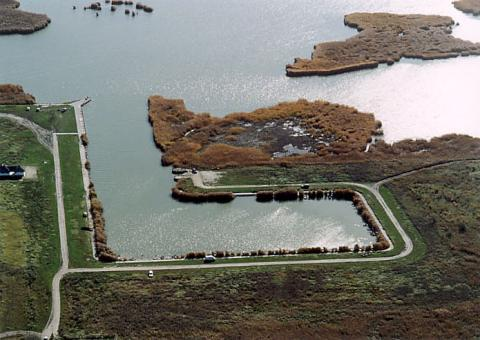
вид з повітря

Веленце (угор. Velencei-tó, нім. Velencer See) — озеро в медьє Феєр в Угорщині. Озеро на середині траси між Будапештом і озером Балатон. Згідно з Антоніо Бонфині, літописця епохи Відродження, назву озеро отримало від венедів які жили на березі озера.
- Довжина 10,8 км
- Ширина 1,5 — 3,3 км
- Глибина 1-2 м
- Площа 24,9 км²;
- Довжина берегової лінії 28,5 км

Мала глибина озера сприяє тому, що в літні місяці температура води тримається на рівні 26-28 °C, Веленце вважається одним з найтепліших озер Європи. Зарослі очеретом берега дають притулок великій кількості птахів — приблизно одна третину озера заповідна.
На озері розташована низка курортів, найбільші з яких Агард і Веленце. Влітку популярний вітрильний спорт, взимку — катання на ковзанах і вітрильних санях
На півночі від озера проходять гори Веленце з вищої точкою Мелег (352 м). Одна з визначних пам'яток — гранітні скелі, за формою нагадують собаку, лева, сфінкса і ведмедя.